# Jimmy Hurst
Jimmy Hurst (Tuscaloosa, Alabama; 1 de marzo de 1972-Tuscaloosa, Alabama; 6 de julio de 2024) fue un beisbolista estadounidense que jugó en la posición de outfielder.

## Carrera
Hurst fue seleccionado por los Chicago White Sox en la ronda 12 del Draft amateur de 1990. Hurst jugó por primera vez a nivel profesional en la Gulf Coast League con los GCL White Sox en 1991, y su último equipo fue el Fargo-Moorhead RedHawks de la Northern League en 2008. En 1999 jugó para el equipo filial de los Toronto Blue Jays de Triple-A Syracuse Chiefs.
En 2002 cuando jugaba para los Newark Bears, Hurst fue elegido JMV por la Atlantic League luego de tener un promedio de .341 con 100 RBI, 35 cuadrangulares y 150 hits. Su primer partido en la MLB lo jugó el 10 de septiembre de 1997 con los Detroit Tigers, en su única temporada en la MLB promedió .263 con un sencillo, un doble, un cuadrangular y tres carreras impulsadas en 17 turnos al bate, todo ello en 13 partidos. En 2003 jugó en la Nippon Professional Baseball con el Hiroshima Toyo Carp y también jugó para los Acereros de Monclova en México.

## Muerte
Hurst murió el 6 de julio de 2024 en  Tuscaloosa, Alabama, luego de ser hospitalizado a causa de una hemorragia cerebral.